# Casa Vicens
A Casa Vicens Barcelonában, a Calle Carolines 24 számú épület a mai Gràcia negyedben, az UNESCO világörökség része, mint a híres katalán építész, Antoni Gaudí épületeinek egyike.
A függetlenül dolgozó építész, Antoni Gaudí első önálló alkotása a katalán modernizmus egyik szép példája. 1883 és 1888 között épült Manuel Vicens i Montaner számára. Vicens azonban korábban, 1878–1880 között bízta meg Gaudít a ház megalkotásával, melyet az édesanyjától örökölt földterületen, a régi Gràcia településen kívánt felépíttetni. A kis település később Barcelona részévé vált. Vicens-nek kettős célja volt a házzal, egyrészt lakóhelynek szánta, másrészt viszont saját gyárának különleges azulejo termékeit kívánta vele bemutatni.
Ennél az épületnél megmutatkozik az az építészeti koncepció, mely felé Gaudí a későbbiekben fordult, mint például a színek eltúlzása, vagy a növényi ábrázolás megjelenése.
Kívülről a házon leginkább a kerámia- illetve azulejo (mázas csempe) díszítés tűnik fel. Uralkodó színei a fehér és a zöld, illetve a vörös. Tulajdonosának, Vicens-nek kőfejtője és kerámiagyára volt (ő maga azonban brókerként dolgozott). Az anyagot Valenciában szerezték, a  gyárban pedig elő tudták állítani azokat az elemeket és formákat, melyeket Gaudí az építés során megálmodott. Az épület a mudéjar művészetből merít, emellett azonban indiai és japán minták is felfedezhetők a homlokzaton.
A ház belső terében ismerhető fel igazán Gaudí stílusa. Az arab hatások különösen itt érzékelhetők, legfőképp az ún. Dohányzó szobában.
1925–26-ban az épület eredeti kertje és a pavilon áldozatul esett a város utcáinak szélesítésére és bővítésére irányuló munkálatoknak.
Az épület 1899 után a Jovier család tulajdonába került, mai tulajdonosa is e család tagja, D.ª Fabiola Jover de Herrero. A Casa Vicens – mint  magántulajdon – turisták számára nem látogatható, csak kívülről tekinthető meg.
Az UNESCO 2005-ben Párizsban tartott ülésén három másik Gaudí-épület társaságában vette fel a Casa Vicens-et a világörökség listájára, mint Gaudí első fontos művét. Az indoklás szerint e négy mű bemutatja az építőművészet fejlődését a 19. század végén illetve 20. század elején.
2007 októberében az Altadicion nevű észak barcelonai ingatlanügynökség bejelentette, hogy kizárólagos eladási jogot szerzett a Casa Vicens értékesítésére. Az épületet 30 millió euróért kínálják. A cég által üzemeltetett website-on Archiválva 2011. július 2-i dátummal a Wayback Machine-ben további információk és képek találhatók a házról.